# Dublerzy (serial telewizyjny)
Dublerzy (ang. The Doubles) – polski czteroodcinkowy serial telewizyjny z 2006, w reżyserii Marcina Ziębińskiego, będący telewizyjną wersją filmu Dublerzy z tego samego roku.

## Obsada
- Andrzej Grabowski − jako Leon May
- Robert Gonera − jako Max
- Zbigniew Zamachowski − jako Stanisław Góraj
- Kayah − jako Maria Corazzi
- Bronisław Wrocławski − jako Don Luciano Gambini
- Krystyna Feldman − jako Babka Gambini
- Magdalena Czerwińska − jako Sophia Gambini
- Konrad Imiela − jako Antonio Gambini
- Marek Perepeczko − jako Don Corazzi
- Krzysztof Kowalewski − jako Komisarz Zadyma
- Tadeusz Huk − jako Agent Berkowitz
- Krzysztof Kiersznowski − jako Agent Konarski
- Maria Pakulnis − jako Braun
- Magdalena Rembacz − jako Doktor Anna
- Mirosław Zbrojewicz − jako Wiesiek
- Jerzy Bończak − jako Naczelnik więzienia
- Lech Dyblik − jako Wędkarz
- Rafał Rutkowski − jako Pielęgniarz
- Waldemar Obłoza − jako Pracownik lotniska
- Felice Amatuli − jako Agent Felice Rossi
- Piotr Różański − jako Ksiądz
- Andrzej Ziębiński
- Piotr Cichoń
- Natalia Rybicka − jako Ola, córka Leona
- Grażyna Zielińska − jako sprzątaczka
- Artur Dziurman
- Michał Piela − jako policjant
- Bartłomiej Bobrowski
- Jarosław Felczykowski
- Maciej Ferlak − jako "Galareta"
- Violetta Arlak − jako prostytutka
- Wojciech Czarny
- Krystyna Kołodziejczyk − jako zakonnica
- Jarosław Adler
- Anna Korzeniecka
- Arkadiusz Głogowski
- Andrzej Bizoń
- Henryk Dąbrowski
- Janusz Chabior
- Maciej Bielecki
- Beata Chruścińska
- Baldoin Luigi Fernando
- Emilia Gacka
- Henryka Jędrzejewska-Szadaj
- Aleksandra Kisio − jako dziewczyna Galarety
- Mariusz Kniaź
- Aleksandra Kowalczyk
- Anna Kondraciuk
- Jarosław Nowikowski